# Chuyện con mèo dạy hải âu bay
Chuyện con mèo dạy hải âu bay (tiếng Tây Ban Nha: Historia de una gaviota y del gato que le enseñó a volar) là kiệt tác dành cho thiếu nhi của nhà văn Chile nổi tiếng Luis Sepúlveda – tác giả của cuốn Lão già mê đọc truyện tình đã được dịch ra 60 thứ tiếng và bán được 18 triệu bản khắp thế giới. 
Chuyện con mèo dạy hải âu bay, xuất bản lần đầu năm 1996, cũng đã bán được 5 triệu bản khắp thế giới. Tác phẩm không chỉ là một câu chuyện ấm áp, trong sáng, dễ thương về loài vật mà còn chuyển tải thông điệp về trách nhiệm với môi trường về sự sẻ chia và yêu thương cũng như ý nghĩa của những nỗ lực – “Chỉ những kẻ dám mới có thể bay”.

## Nội dung
Cô hải âu Kengah bị nhấn chìm trong "dầu loang" – thứ chất thải mà những con người bí mật đổ ra biển (gây tác hại lớn đến môi trường). Với nỗ lực đầy tuyệt vọng, cô bay vào bến cảng Hamburg và rơi xuống ban công của con mèo mun, to đùng, mập ú Zorba. Trong phút cuối cuộc đời, cô sinh ra một quả trứng và con mèo mun hứa với cô sẽ thực hiện ba lời hứa chừng như không tưởng với loài mèo: không ăn quả trứng, chăm sóc cho tới khi nó nở, dạy cho con hải âu bay.
Lời hứa của một con mèo cũng là trách nhiệm của toàn bộ mèo trên bến cảng, bởi vậy bè bạn của Zorba bao gồm ngài mèo Đại Tá đầy uy tín, mèo Secretario nhanh nhảu, mèo Einstein uyên bác, mèo Bốn Biển đầy kinh nghiệm đã chung sức giúp nó hoàn thành trách nhiệm. Tuy nhiên, việc chăm sóc, dạy dỗ một con hải âu đâu phải chuyện đùa, sẽ có hàng trăm rắc rối nảy sinh và cần có những kế hoạch đầy linh hoạt được bàn bạc kỹ càng.
Khi không dạy được cho Lucky (chú hải âu), Zorba phải cùng bạn bè tìm ra trong con người, ai là người xứng đáng nhất để lũ mèo trên bến cảng phá luật (luật của mèo là cấm nói chuyện với con người vì họ có thể đẩy loài mèo vào phòng thí nghiệm) và cuối cùng họ đã chọn ra người xứng đáng. Đó là một nhà thơ. Cuối cùng thì Zorba đã hoàn thành lời hứa.

## Xuất bản
Câu chuyện về một con hải âu và con mèo dạy hải âu bay, có phụ là "Tiểu thuyết dành cho giới trẻ từ 8 đến 88 tuổi", được xuất bản vào tháng 10 năm 1996 bởi Tusquets Editores ở Barcelona, Tây Ban Nha, trong tuyển tập Andanzas. Bìa và minh họa trong truyện được vẽ bởi Miles Hyman.

## Chuyển thể
Tác phẩm được chuyển thể thành phim hoạt hình có tựa đề La gabbianella e il gatto và được biết đến bằng tiếng Tây Ban Nha là Chuyện về một cô hải âu (và về con mèo dạy cô ấy bay), bởi đạo diễn Enzo D' Alò, ra mắt năm 1998. Đây là bộ phim thành công nhất về mặt thương mại của đạo diễn Enzo D' Alò khi thu về hơn 12 tỷ lire, trở thành bộ phim nổi tiếng nhất của ông và là bộ phim hoạt hình Ý thành công nhất về mặt thương mại.
Ngày 1 tháng 6 năm 2018, vở kịch chuyển thể từ tác phẩm do các nữ diễn viên người Chile María Izquierdo và Elvira López đạo diễn và đóng vai chính đã được công chiếu tại Santiago, Chile và được giới thiệu như một trong những tác phẩm của Lễ hội Santiago a Mil tại Nhà hát UC.